# Cut the Rope
Cut the Rope é um jogo eletrônico de quebra-cabeça desenvolvido e publicado pela ZeptoLab, lançado em 4 de outubro de 2010 para dispositivos com iOS, 1º de julho de 2011 para dispositivos com Android, em 22 de setembro de 2011 na DSiWare européia e em 3 de novembro do mesmo ano na DSiWare norte-americana. O jogo teve mais de 400 milhões de downloads em todas as plataformas (segundo a descrição do jogo na Google Play)      , e entre eles mais de vinte milhões foram pagos, chegando a ganhar os prêmios de "Melhor Jogo para Dispositivos Portáteis" da British Academy of Film and Television Arts e do Game Developers Choice Awards de 2011.
Em Cut the Rope, o objetivo do jogador é alimentar um pequeno monstro denominado Om Nom com um doce, este pendurado em uma corda, também coletando estrelas no meio do caminho, que dão acesso a mais níveis. Simples nos primeiros níveis, o jogo vai ganhando obstáculos, como aranhas que fazem competição com o monstro para comer o doce, várias cordas, espinhos e barreiras de energia que destroem o doce, além do fato de que em alguns níveis as estrelas, se não atingidas em um certo período de tempo, desaparecem. Para alimentar o Om Nom, é necessário cortar as cordas em que o doce está preso, daí o nome do jogo.
O jogo obteve uma recepção muito positiva, alcançando a pontuação de 93/100 no website Metacritic, apenas com críticas positivas. Na App Store alcançou uma média de 5/5 estrelas, baseadas em mais de 225 mil avaliações de usuários, enquanto no Google Play teve uma média de 4,7/5 estrelas, baseadas em mais de 20 mil avaliações de usuários.
O jogo teve uma sequência denominada Cut the Rope: Experiments, lançada em 4 de agosto de 2011. Nela, ao invés de alimentar o monstro Om Nom, o jogador é um cientista que faz experiências no âmbito de descobrir o que é na realidade o pequeno monstro. Contudo, por mais que sejam introduzidos alguns elementos novos na jogabilidade, não ocorrem grandes modificações no jogo em geral.

## Lançamento e Adaptações
O jogo foi originalmente lançado em 4 de outubro de 2010 na App Store, contendo, na época de seu lançamento, cem níveis em sua versão paga e um número limitado de níveis em sua versão gratuita. O jogo recebeu diversas atualizações, sendo que em sua primeira, que atualizou o jogo para a versão 1.1, foram adicionados 25 níveis na chamada Cosmic Box. Até janeiro de 2012, o jogo já possuía 250 níveis divididos em dez caixas diferentes.
Criado originalmente para iPhones e iPod touchs, o jogo teve sua adaptação para iPad lançada no dia 6 de outubro de 2010, dois dias após ser lançada a versão original. Já a adaptação para dispostivos com o sistema operacional Android foi lançada no dia 1º de julho de 2011. Cut the Rope também foi adaptado para os consoles Nintendo DSi e Nintendo 3DS, ficando disponível na DSiWare européia em 22 de setembro de 2011 e na norte-americana em 3 de novembro do mesmo ano. Em janeiro de 2012, o jogo ganhou uma versão para navegadores baseada em HTML5.

## Jogabilidade
Quando o jogo inicia é mostrado ao jogador um vídeo mostrando uma caixa numa porta onde está escrito explicitamente: "Alimente com doces". Dentro da caixa, há uma criatura verde denominada Om Nom que se alimenta de doces e estes estão presos dentro da caixa por uma série de cordas. Após isto, o jogo inicia, e mostra novas instruções conforme novos elementos são acrescentados nas fases.
O objetivo principal do jogador é alimentar o monstro Om Nom com um doce, que está pendurado em cordas. O jogador deve cortar estas cordas, fazendo com que o doce chegue até Om Nom, contudo ele tem de passar por diversos obstáculos, que incluem aranhas que também se alimentam do mesmo doce, espinhos metálicos, correntes elétricas que destroem o doce, ausência de gravidade, entre outros.
Há também outros elementos que acrescentam na jogabilidade de Cut the Rope. Estão entre eles balões que empurram o doce em uma determinada direção, bolhas que fazem o doce subir, cartolas mágicas que fazem o doce teletransportar-se, cabos cujas bases se deslocam e doces cujas metades estão separadas e precisam ser unidas para que Om Nom as coma.
Um objetivo secundário do jogo é coletar estrelas no caminho entre o doce e a criatura. Por mais que para passar de nível não seja necessário coletar todas as três estrelas de uma fase, elas são necessárias para desbloquear um novo bloco de níveis. Existem ainda algumas estrelas que tem um certo período de tempo para serem coletadas, e depois que este período é atingido, desaparecem.

## Recepção
Aclamado pela crítica, Cut the Rope obteve uma nota geral de 93/100 no website Metacritic, apenas com críticas positivas, alcançando a quinta posição nos melhores jogos de 2011 para iPhone no site. Já na App Store o jogo obteve uma pontuação média de 5/5 estrelas em sua versão paga e 4,5/5 estrelas em sua versão gratuita, baseadas em mais de 225 e 165 mil avaliações de usuários, respectivamente. No Android Market, Cut the Rope obteve uma média de 4,7/5 estrelas, baseadas em mais de 20 mil avaliações de usuários.
Chris Reed, do website Slide to Play, chamou Cut the Rope de um jogo que quase todos irão gostar, até mesmo aqueles que não são fãs de jogos de quebra-cabeça, possuindo um design charmoso. Já Kristan Reed, do Eurogamer, definiu o jogo como "um jogo em que pode-se passar alguns minutos de tédio jogando, ou até mesmo que pode entreter por horas".
O jogo também teve alguns de seu pontos negativos apontados na crítica. Sarah Purewal, do website PC World, comentou que o jogo possui muitos recursos, o que o faz ocorrerem diversos bugs. Outro problema apontado foi a falta de precisão entre cortar uma corda e apenas mover sua base, o que pode obrigar o jogador a reiniciar o nível. Contudo, este problema diminui significativamente na versão do jogo para iPad.

### Premiações
Cut the Rope recebeu diversas premiações de entidades estadunidenses e internacionais nos anos de 2010 e 2011. Em 2010, ano de seu lançamento ganhou o prêmio de "Melhor Jogo de Quebra-cabeça" do Best App Ever Awards daquele ano.
Já em 2011, recebeu os prêmios de "Melhor Jogo Casual/Quebra-cabeça para iPhone" do The Pocket Gamer Awards 2011, "Melhor Jogo para Plataformas Móveis" do Game Developers Choice Awards, "Melhor Jogo para Plataformas Móveis" da British Academy of Film and Television Arts e o Apple Design Awards 2011 para iPhone.

## Cut the Rope: Experiments
A confirmação de uma sequência para Cut the Rope veio no dia 1º de agosto de 2011, sob nome ainda não revelado. No dia seguinte, a ZeptoLab revelou que a sequência chamaria-se Cut the Rope: Experiments, assim como sua data de lançamento, 4 de agosto do mesmo ano. Igual do jogo original, onde a Zeptolab atuou como desenvolvedora e publicadora.
A sequência apresentou novos elementos na jogabilidade do jogo original, contudo não ocorrem grandes alterações no jogo.